# Axixintla
Axixintla es una localidad del estado mexicano de Guerrero. Es parte del municipio de Taxco de Alarcón.

## Toponimia
El nombre «Axixintla» proviene de los términos en náhuatl: atl, agua; xixini, amontonar; tlan, lugar de abundancia. Su significado es «lugar donde se acumula el agua».

## Demografía
| Gráfica de evolución demográfica |
|                                  |

| Censo | Población |
| ----- | --------- |
| 1940  | 418       |
| 1950  | 587       |
| 1960  | 827       |
| 1970  | 858       |
| 1980  | 943       |
| 1990  | 1 206     |
| 2000  | 1 490     |
| 2010  | 1 647     |
| 2020  | 1 792     |